# Hydnopolyporus palmatus
Hydnopolyporus palmatus är en svampart som först beskrevs av William Jackson Hooker, och fick sitt nu gällande namn av O. Fidalgo 1963. Hydnopolyporus palmatus ingår i släktet Hydnopolyporus och familjen Meripilaceae.   Inga underarter finns listade i Catalogue of Life.